# Warriors Football Club
O Warriors Football Club (anteriormente conhecido como Singapore Armed Forces Football Club) é um clube de futebol profissional de Singapura, são os atuais campeões da S-League..
Manda seus jogos no Choa Chu Kang Stadium, com capacidade para 10 000 torcedores. Suas cores são azul e branco, e seu mascote é um rinoceronte.

## História
O clube foi fundado em 1975 como Singapore Armed Forces Sports Association (SAFSA), era o clube das Forças Armadas de Singapura, um clube vitorioso nas ligas amadoras.
Em 1996 o Singapore Armed Forces FC foi um dos fundadores da S.League, para adentrar teve que regulamentar o nome de SAFSA para SAFFC, ganhando assim as ligas de 1997 e 1998.
SAFFC sempre nas primeiras posições começou a ser um representante regular em competições asiáticas de clubes
Em 2013 o clube anunciou que mudaria o nome para o atual Warriors Football Club, se desvinculando não totalmente com as forças armadas, porém se tornando mais profissionalmente desportivo..

## Títulos
- S-League: 1997, 1998, 2000, 2002, 2006, 2007, 2008, 2009, 2014
- Copa da Singapura: 1997, 1999, 2007, 2008, 2012

## Treinadores
- Vincent Subramaniam (1996–98)
- Mladen Pralija (1999)
- Fandi Ahmad (2000–03)
- Jimmy Shoulder (2004)
- Kim Poulsen (1 Jul 2005 – 30 Jun 2006)
- Richard Bok (9 Mai 2006 – 31 Dez 2012)
- V. Selvaraj (1 Jan 2013 – 12 Jun 2013)
- Alex Weaver (12 Jun 2013 – ????)